# Aprotheca tenuisetosa
Aprotheca tenuisetosa är en tvåvingeart som först beskrevs av Macquart 1847.  Aprotheca tenuisetosa ingår i släktet Aprotheca och familjen parasitflugor. Inga underarter finns listade i Catalogue of Life.